# Jorge I de Constantinopla
Jorge I de Constantinopla (também conhecido como São Jorge de Constantinopla), foi o patriarca de Constantinopla de 679 a 686 d.C. Foi Jorge quem convocou os bispos de Constantinopla para o Terceiro Concílio de Constantinopla, que colocou um fim na controvérsia monotelita.. 
É considerado santo pelo Igreja Ortodoxa e sua memória é comemorada no dia 18 de agosto.